# Isuke Shinmen
Isuke Shinmen (jap. 新免伊助 Shinmen Isuke; ur. 23 października 1889 w Fukuoce, zm. 8 września 1967) – japoński zapaśnik walczący w stylu wolnym i judoka. Olimpijczyk z Amsterdamu 1928, gdzie zajął ósme miejsce w wadze lekkiej.

## Letnie Igrzyska Olimpijskie 1928
| Konkurencja      | Rundy eliminacyjne  | Klas. końcowa |
| Konkurencja      | 1/4                 | Miejsce       |
| ---------------- | ------------------- | ------------- |
| 66 kg styl wolny | Hans Mollet (SUI) P | 8.            |